# Chrissie Wunna
Chrissie Wunna (* 19. Dezember 1980 in Doncaster, South Yorkshire, England) ist eine britische Schauspielerin, Bloggerin und ein Model.

## Leben
Wunna wurde am 19. Dezember 1980 in Doncaster als Tochter eines Ärzte-Ehepaares geboren. Sie ist myanmarischer Herkunft. Sie besuchte ein privates britisches Internat in der Grafschaft West Yorkshire. Sie studierte Filmschauspiel am TVI Actors Studio in Los Angeles und lebte insgesamt sechs Jahre in der Stadt. Ihre Schauspielkenntnisse vertiefte sie danach an der Yorkshire Academy of TV & Film Acting, kurz YAFTA, in Leeds. Für das Hollywood Wax Museum modellierte und goss sie die Wachsfigur der US-amerikanischen Rapperin Cardi B.
Sie hat zwei Kinder, Junior Wunna und Ruby Wattis Wunna, die in Filmen ihrer Mutter bereits als Kinderdarsteller mitwirkten. Die Geburt ihrer Tochter wurde auf itv2 ausgestrahlt.
Seit Herbst 2024 befindet sie sich in einer Beziehung mit dem walisischen Fußballspieler Cameron Coxe (* 1998) vom FC Boreham Wood.

## Karriere
Wunna gab 2009 im Film Radio Rock Revolution in einer Nebenrolle ihr Schauspieldebüt. 2013 war sie im Fernsehfilm Sex Toy Stories zu sehen. 2018 war sie Teilnehmerin in einer Ausgabe der britischen Daten-Show First Dates. Seit 2020 ist sie regelmäßig in kleineren und größeren Rollen in vor allem Low-Budget-Filmproduktionen zu sehen.
Sie war die erste asiatische Frau, die für das Magazin Zoo Weekly abgelichtet wurde und wurde dort zur Sexiest Woman on TV der Woche gewählt. 2012 erschien ihr Buch Diaries of a Glamour Puss Model.
2022 hatte sie eine größere Rolle im Film Pterodactyl 2 inne. 2023 stellte sie die Hauptrolle der Casey Roberts in The Escapee dar. Dieselbe Rolle stellte sie in den Fortsetzungen The Escapee 2: The Woman in Black und The Escapee 3: The Final Escape im Jahr 2024 dar.
Sie war 2023 in einer Folge der britischen Nackt-Dating-Show Naked Attraction zu sehen.

## Filmografie (Auswahl)
- 2009: Radio Rock Revolution (The Boat That Rocked)
- 2013: Sex Toy Stories (Fernsehfilm)
- 2020: Isolation the Series (Fernsehserie, Episode 1x06)
- 2020: Perfect (Kurzfilm)
- 2020: You Me and Kandi (Kurzfilm)
- 2021: Dinosaur Hotel
- 2021: Dragon Fury
- 2021: Monsters of War
- 2021: Leprechaun’s Rage
- 2021: Summoning Bloody Mary
- 2021: A Series of Light (Fernsehserie, Episode 2x02)
- 2021: Stained Canvas (Kurzfilm)
- 2022: Exorcist Vengeance
- 2022: Game of Love
- 2022: Crocodile Vengeance
- 2022: Shockwaves
- 2022: Kingdom of the Dinosaurs
- 2022: Pterodactyl
- 2022: Conjuring the Plastic Surgeon 2
- 2022: Minacious
- 2022: Amityville Scarecrow 2
- 2022: Nutcracker Massacre
- 2022: Dinosaur Hotel 2
- 2023: Darker Shades of Summer
- 2023: Haunted Hotel
- 2023: Electric Love (Kurzfilm)
- 2023: Sky Monster
- 2023: Snake Hotel
- 2023: Jack and Jill 3
- 2023: Freddy’s Fridays
- 2023: The Escapee
- 2023: Remnants of a Broken Heart (Kurzfilm)
- 2023: Rag Doll
- 2024: Jurassic Triangle
- 2024: The Escapee 2: The Woman in Black
- 2024: Winnie the Pooh: Blood and Honey 2
- 2024: The Escapee 3: The Final Escape
- 2024: Cinderella’s Curse
- 2024: Good Neighbours
- 2024: Charlotte
- 2025: Peter Pan’s Neverland Nightmare
- 2025: Melodrive
- 2025: Fairest of Them All
- 2025: Bikini Nuns

## Bibliografie
- Diaries of a Glamour Puss Model. Abbey House Publishing, 2012. ISBN 978-0957194205